# 曾雅君
曾雅君（1986年4月22日—），是出身新竹北埔的客家音樂創作歌手，其作品多以客語為演唱語言。

## 生平
她自十二歲即開始投入音樂創作領域。雖然她的創作啟發自充滿傳統客家文化的成長環境，她的作品經常帶有相當明顯的個人風格。
過去，在唱片公司徵詢她是否願意發行國語唱片時，她因堅持以母語演唱而予以拒絕。
在累積多次公開演唱及比賽經驗之後，她在2009年決定實踐發行客語專輯的心願。

## 音樂作品
- 2009年 《Yachun Asta Tzeng》
- 2013年 《Heart Land 心地》
- 2019年 《Yourself 自己》
- 2022年 《Feast Of The Soul》

## 獲獎與提名
- HIPHAK唸歌街舞大賽創作組亞軍（《不關我的事》，2003年）
- 第一屆客家流行歌曲創作比賽冠軍（《麼介錯了》，2004年）
- 臺灣原創流行音樂大獎母語歌曲創作比賽客語組冠軍（《承認》，2005年）
- 臺灣原創流行音樂大獎母語歌曲創作比賽客語組佳作（《拼命的甘苦》，2006年）
- 臺灣原創流行音樂大獎客語組貳獎（《存在》，2009年）[3]
- 第21屆金曲獎最佳客語專輯獎（專輯「Yachun Asta Tzeng」，2010年）
- 行政院新聞局第一屆金音創作獎最佳新人及最佳民謠單曲獎（《給月亮的歌》，2010年）[4]
- 文化部影視及流行音樂產業局第四屆金音創作獎最佳節奏藍調單曲獎（《I'm On My Way 走人》，2013年）
- 第25屆金曲獎最佳客語專輯獎及最佳客語歌手獎（專輯「Heart Land 心地」，2014年）
- 入圍第18屆美國獨立音樂獎Independent_Music_Awards_(IMAs) - 最佳流行音樂製作人（專輯「Yourself 自己」，2020年）

## 特殊經歷
- 2009年5月與歐開合唱團前往美加參與2009北美地區台灣傳統週巡迴演出。

## 外部連結
- 曾雅君 （页面存档备份，存于）的Bandcamp個人專頁
- 曾雅君 - 客家藝文資訊網 - 客家委員會